# Мохаммад Штайе
Мохаммад Штайе (17 січня 1958 , Tell, Nablusd, Західний берег річки Йордан ) — палестинський політик, науковець і економіст, який став прем'єр-міністром Палестинської національної адміністрації в березні 2019 року.

Він є членом ФАТХ, був обраний до Центрального комітету руху на виборах 2009 та 2016 років, підтримує президента Палестинської автономії Махмуда Аббаса.

Народився в Телль, Наблус у 1958 році, Штайе був призначений міністром Палестинської економічної ради з розвитку та реконструкції (PECDAR), державного інвестиційного фонду в розмірі 1,6 мільярда доларів США, в 1996 році.
В 1994—1996 роках обіймав посаду директора з питань адміністрації та фінансів.

Штайе брав участь в ізраїльсько-палестинських переговорах у Мадриді в 1991 році та був членом палестинської делегації на переговорах й надалі.
У 2005 і 2008 роках він був обраний міністром громадських робіт і житлового будівництва Палестинської адміністрації

## Освіта
Штайє здобув ступінь бакалавра ділового адміністрування та економіки в Бірзеїтському університеті, який закінчив у 1981 році.
Потім він навчався в Інституті досліджень розвитку Сассекського університету в Брайтоні, Велика Британія, здобувши ступінь доктора економічного розвитку в 1989 році.

## Кар'єра
В 1989—1991 роках Штайе працював професором економічного розвитку в Бірзейтському університеті.
Пізніше він став там деканом у справах студентів до 1993 року

З 1995 по 1998 рік Штайе обіймав посаду генерального секретаря Центральної виборчої комісії Палестини.

З 2005 року Штайе є палестинським керівником Ісламського банку.

У 2005—2006 роках, а потім знову у 2008—2010 роки він був міністром громадських робіт і житлово-комунального господарства.

## Виборча комісія
Як генеральний секретар Центральної виборчої комісії Палестини, він домовився про угоду з Ізраїлем про співпрацю в проведенні президентських і законодавчих виборів в Палестині.

## Прем'єр-міністр Палестини
Ставши прем'єр-міністром Палестини у квітні 2019 року
він веде мирні переговори між ХАМАСом, який де-факто контролює Сектор Газа, та палестинським центральним урядом на Західному березі.

Коли 5 лютого 2022 року голови держав Африканського союзу, що складається з 55 країн, зустрілися на дводенному саміті, Мохаммед Штайе закликав Африканський союз позбавити Ізраїль статусу спостерігача.

## Публікації
- Al Mokhtasar Fi Tareekh Falastin, Dar Al Shouk Beirut, 2015 (in Arabic)
- A Jerusalem Developmental Vision, PECDAR, 2010.
- The Encyclopedia of Palestinian Terms and Concepts, Palestinian Center for Regional Studies, 2009.
- Ikleel Men Shawk (Wreath of Thorns), Arab Scientific Publishers. Beirut, 2009. Collection of short stories.
- Housing Policy in Palestine, Ministry of Public Works & Housing, Ramallah, 2006.
- Israel's Disengagement from the Gaza Strip, (with Tim Sheehi & Eyad Ennab), PECDAR, 2006.
- Palestine: Country Profile, PECDAR, 2006.
- The Future of the Jewish Settlements, Palestinian Center for Regional Studies, Al-Bireh, 2000.
- Israel in the Region: Conflict, Hegemony, or Cooperation, Palestinian Center for Regional Studies, Al-Bireh, 1998.
- Private-Sector Credits: Donor Assistance, PECDAR, Jerusalem, 1998.
- The Politics of the Middle East Development Bank, Palestinian Center for Regional Studies, Al-Bireh, 1998.
- Palestine: Building the Foundation of Economic Growth, PECDAR, 1st ed. 1987 and 2nd ed. 1998